# 우당탕 커다란 순무뽑기 대소동

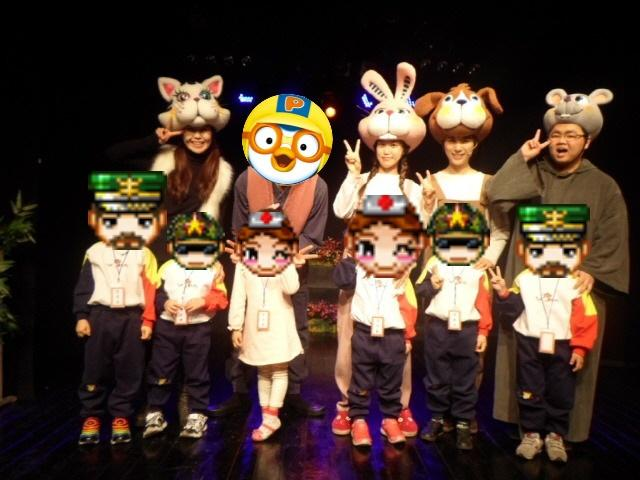

우당탕! 커다란 순무 뽑기 대소동은 극단 아름다운 세상이 만든 뮤지컬이자 CJ ENM,기탄교육,MBC문화방송이 만든 영화로 2015년 뮤지컬 개최하고 2016년 북촌아트홀(현 북촌 나래홀)에서 하다가 2022년 서울상상나라 에서 열리다가 2023년 12월 1일부터 신년 전야 카운트다운 이벤트까지 CGV에서 개봉 예정될 극장판 뮤지컬 영화로 2024년부터 음악 저작권으로 인해 음악사이트(음원 서비스)와 Youtube Music 그리고 카세트테이프로 배포될 예정으로 나중에는 DVD,VOD,OTT로 출시될 예정인 국민 뮤지컬이다.
뽀뽀뽀 아이 조아 2024년부터 기탄 뽀뽀뽀 몸짱 마음짱 율동동요로 출시할 예정이다.뽀뽀뽀

## 쥐 역 권영은 뮤지컬배우
인성 동화 뮤지컬 은 장난꾸러기 토끼와 동물들의 상황극을 통해 공동체 생활에서의 배려와 협동심, 나와 다른 타인에 대한 이해를 배우는 공연이다.

## 토끼 역 황의진 뮤지컬배우
아이들이 잘 알고 있는 톨스토이의 '커다란 순무'를 동물탈극 형태로 새롭게 재구성하였다. 노래와 춤, 동물탈등 다양한 연극적 표현 방식들을 통해 어린이 관객들이 TV이나 영화에서는 느끼지 못하는 무대 예술의 매력에 폭 빠지게 한다.
동물마을의 왕따, 꾀돌이 토끼. 아주 먼 옛날 조용하고 평화로운 시골마을을 떠들썩 하게 하는 사건이 벌어집니다. 마을의 해결사를 자처하고 다니는 토끼가 오늘도 어김없이 바쁘게 뛰어다니다가 다투고 있는 멍멍이와 야옹이를 만나게 되는데요. 토끼의 짓궃은 행동으로 멍멍이와 야옹이가 화해를 하게 되지만, 강아지와 고양이는 이상하게 토끼와 놀지 않으려고 합니다. 점점 마을의 모든 동물들이 토끼와 친구가 되는 것을 싫어하며 멀리하게 됩니다. 토끼가 다른 친구들을 배려하지 않고 자신만을 생각하는 꾀돌이었기 때문이지요. 어느 날, 생쥐의 느린 걸음을 놀리던 토끼는 생쥐가 놀리는 한마디에 달리기 시합에 도전하게 됩니다. 목표지점을 향해 한참을 앞서 달리던 토끼는 동네 어귀에서 커다란 순무를 발견하게 됩니다. 배가 고픈 토끼가 입을 크게 벌리고 먹으려다가 그만, 앞니가 커다란 순무에 박히게 되는데...
북촌아트홀
극장판에서는 서울특별시를 배경으로 할머니 할아버지 대신 뽀뽀뽀의 뽀미언니가 강사로 출연하는 영화도 있다. 주제는 뽀미언니와 도시탐험

## 강아지 역 이소리 뮤지컬배우
흥행과 평가
우당탕 커다란 순무뽑기 대소동의 뮤지컬배우에서 할머니 할아버지 처음으로 강사였지만 나중에는 왕영은,최유라,장서희,이의정,조여정,강다솜,황제성 등 뽀뽀뽀 스타 멤버들이 강사로 영화관에 출연됩니다.

## 고양이 역 박예소 뮤지컬배우
CJ엔터테인먼트
뮤지컬 배우 소개
쥐 역 권영은 배우 : 유도복 입은 쥐
토끼 역 황의진 배우 : 분홍 멜빵바지 입은 토끼
개 역 이소리 배우: 갈색 멜빵바지 입은 개
고양이 역 박예소 배우: 검은 옷에 흰 옷 입은 고양이
뽀미언니들 역: 왕영은,최유라,장서희,이의정,조여정,강다솜
뽀이뽀 역: 황제성
뽀식이와 뽀병이 역 : 김병조 (희극인),이용식
뽀빠이 역 : 이상용

## 영화를 여는 곡
오늘은 기분이 좋아 (김민정)
오늘은 기분이 좋아 랄랄라 랄랄랄랄라
저 하늘 높이 날개를 펴고 
날아갈 것 같아요 오늘은 기분이 좋아
랄랄라 랄랄랄랄라
마음 속 깊이 간직한 꿈이 
이루어질 것 같아요
꽃들이 너무 예뻐요 이 세상 모두가 눈이 부셔요
착한 마음으로 세상을 보면 모두가 아름다워요
오늘은 기분이 좋아 랄랄라 랄랄랄랄라
오래전부터 바라던 꿈이 이루어 질것 같아요